# Adaptace na globální oteplování
Adaptace na globální oteplování je proces přizpůsobování se současným nebo očekávaným účinkům změny klimatu. Je to jeden ze způsobů, jak reagovat na změnu klimatu, spolu se zmírňováním dopadů změny klimatu. V případě člověka je cílem adaptace zmírnit škody nebo se jim vyhnout a využít příležitostí; v případě přírodních systémů může člověk zasáhnout, aby pomohl přizpůsobení. Adaptační opatření mohou být buď inkrementální (opatření, jejichž hlavním cílem je zachovat podstatu a integritu systému), nebo transformační (opatření, která mění základní atributy systému v reakci na změnu klimatu a její dopady). Potřeba adaptace se liší místo od místa v závislosti na ohrožení lidských nebo ekologických systémů. I když by emise skleníkových plynů byly stabilizovány poměrně brzy, bude globální oteplování a jeho důsledky trvat mnoho let, a bude tudíž nutné se přizpůsobit výsledné změně v klimatu. Ekonomické náklady na přizpůsobení se změně klimatu budou v příštích několika desetiletích pravděpodobně stát miliardy dolarů ročně.
Adaptační opatření lze rozdělit do tří kategorií: strukturální a fyzické adaptace (ty lze rozdělit na technické a stavební prostředí, technologické, ekosystémové, služby); sociální adaptace (vzdělávací, informační, behaviorální); a institucionální adaptace (ekonomické organizace, zákony a regulace, vládní politiky a programy).
Adaptace je důležitá zejména v rozvojových zemích, neboť se předpokládá, že tyto země ponesou hlavní nápor dopadů globálního oteplování. To znamená, že kapacita a potenciál, aby se lidi přizpůsobili (tzv. adaptační kapacita) je nerovnoměrně rozložena napříč různými oblastmi a populacemi. Rozvojové země přitom obecně mají menší schopnost se přizpůsobit. Kromě toho, stupeň adaptace (přizpůsobení) koreluje situačním zaměřením na problematiku životního prostředí. Proto adaptace vyžaduje situační posouzení citlivosti a zranitelnosti na dopady na životní prostředí. Adaptační kapacita je úzce spojena se sociálním a ekonomickým rozvojem. Problém adaptace přitom roste s velikostí a rychlostí změny klimatu.
Další politická reakce na změny klimatu je známá jako zmírňování změny klimatu. Cílem je snížit emise skleníkových plynů a/nebo zlepšit odstraňování těchto plynů z atmosféry Země (prostřednictvím ukládání uhlíku). Dokonce i nejúčinnější snížení množství emisí však nezabrání dalším dopadům změny klimatu, takže je nevyhnutelná potřeba pro adaptaci. V hodnocení literatury Richard Klein a kol. posuzovali možnosti pro adaptaci. Došli k závěru že v případě neexistence úsilí o zmírnění dopadů by efekt změny klimatu s velmi vysokou mírou jistoty dosáhly takové velikosti, že pro některé přírodní ekosystémy by přizpůsobení se bylo nemožné. Pro lidské systémy by ekonomické a sociální náklady na změnu klimatu bez mitigačních opatření byly velmi vysoké.

## Související pojmy

### Reakce a připravenost na katastrofy
Katastrofy jsou přírodním jevem, ale v poslední době se jejich závažnost zvyšuje v důsledku změny klimatu způsobené lidskou činností. Vzhledem k tomu, že se předpokládá, že změna klimatu zvýší četnost a závažnost extrémních povětrnostních jevů a katastrof, může adaptace zahrnovat také opatření směřující ke zvýšení připravenosti a příslušných kapacit pro reakci na katastrofy.

### Synergie se zmírňováním změny klimatu
Pracovní skupina II IPCC, Národní akademie věd Spojených států, Úřad OSN pro snižování rizika katastrof a další odborníci na vědeckou politiku se shodují, že i když je zmírňování emisí skleníkových plynů důležité, přizpůsobení se účinkům globálního oteplování bude stále nezbytné.
Mezi adaptací a mitigací existují určité synergie a kompromisy. Adaptační opatření často přinášejí krátkodobé výhody, zatímco zmírňování má dlouhodobější přínosy. Někdy mohou opatření související s klimatem směřovat různými směry. Například kompaktní rozvoj měst může vést ke snížení emisí skleníkových plynů z dopravy a budov. Současně může zvýšit efekt městského tepelného ostrova, což vede k vyšším teplotám a zvýšení expozice, což činí adaptaci náročnější.
Synergie zahrnují přínosy veřejné dopravy jak pro zmírnění dopadů, tak pro přizpůsobení se. Veřejná doprava má nižší emise skleníkových plynů na ujetý kilometr než automobily. Dobrá síť veřejné dopravy také zvyšuje odolnost v případě katastrof: usnadňuje se evakuace a přístup v případě nouze. Snížené znečištění ovzduší z veřejné dopravy zlepšuje zdraví, což může vést ke zlepšení ekonomické odolnosti, protože zdraví pracovníci podávají lepší výkony.

## Účely

### Reakce na dopady změny klimatu
Pařížská dohoda z roku 2015 požaduje, aby země udržely růst globální teploty v tomto století na méně než 2 °C oproti předindustriálnímu období a aby pokračovaly v úsilí o omezení růstu teploty na 1,5 °C. I když se podaří emise zastavit relativně brzy, globální oteplování a jeho důsledky budou kvůli setrvačnosti klimatického systému trvat mnoho let, takže je nutná jak uhlíková neutralita, tak adaptace na změnu klimatu.
Předpokládané dopady na životní prostředí a civilizaci jsou četné a rozmanité. Hlavním účinkem je zvyšování průměrné globální teploty. Od roku 2013 by se průměrná povrchová teplota mohla do konce století zvýšit o dalších 0,3 až 4,8 °C. To způsobuje řadu sekundárních efektů, u nichž je v mnoha případech rozsah změny nejistý. Nejdůležitější z nich jsou změny ve struktuře srážek, stoupající hladina moří, změna struktury zemědělství, zvýšený výskyt extrémních povětrnostních jevů, rozšíření výskytu tropických nemocí a otevření nových námořních obchodních cest. Změna klimatu bude mít také mnohostranné sociální dopady, včetně nerovnosti (sociální nerovnosti), chudoby a zvýšené zátěže žen jako hlavních poskytovatelů potravin a péče o domácnosti. Sociální dopady, jako je zvýšená migrace a konflikty o zdroje, jako je voda a půda, je však obecně obtížné přičítat změně klimatu jako jedinému nebo hlavnímu faktoru změn.
Potenciální biofyzikální účinky zahrnují zvýšení hladiny moří o 110 až 770 mm mezi lety 1990 a 2100, důsledky pro zemědělství, možné zpomalení termohalinní cirkulace, snížení ozonové vrstvy, zvýšení intenzity a četnosti extrémních povětrnostních jevů, snížení pH oceánů a šíření tropických nemocí, jako je malárie a horečka dengue.

### Snížení rizikových faktorů
Adaptace může pomoci snížit klimatická rizika prostřednictvím tří rizikových faktorů: nebezpečí, zranitelnosti a expozice. Dopady klimatických rizik (typicky přírodních) lze snížit pomocí adaptace založené na ekosystému. Například záplavám lze zabránit, pokud mají mangrovové porosty schopnost tlumit energii bouřek. Ochrana mangrovového ekosystému tak může být formou adaptace. Pojištění a diverzifikace zdrojů obživy zvyšují odolnost a snižují zranitelnost. Mezi další opatření ke snížení zranitelnosti patří posílení sociální ochrany a budování infrastruktury odolnější vůči rizikům. Expozici lze snížit ústupem z oblastí s vysokým klimatickým rizikem, jako jsou záplavové oblasti, a zlepšením systémů včasného varování a evakuace.

## Výzvy

### Rozdílná časová měřítka
Adaptace může probíhat v očekávání změn (anticipační adaptace) nebo může být reakcí na tyto změny (reaktivní adaptace).Například umělé zasněžování v evropských Alpách reaguje na současné klimatické trendy, zatímco výstavba mostu Confederation Bridge v Kanadě ve vyšší nadmořské výšce zohledňuje vliv budoucího zvýšení hladiny moře na průjezdnost lodí pod mostem.

### Maladaptace
Velká část adaptace probíhá v souvislosti s krátkodobou proměnlivostí klimatu, což však může způsobit maladaptaci na dlouhodobé klimatické trendy. Například rozšíření zavlažování v Egyptě do západní Sinajské pouště po období vyšších průtoků v řekách je maladaptací, pokud se na ni podíváme ve vztahu k dlouhodobým prognózám vysychání v regionu. Adaptace v jednom měřítku může také vytvářet externality v jiném měřítku tím, že snižuje adaptační kapacitu jiných aktérů. To se často stává, když se široké hodnocení nákladů a přínosů adaptace zkoumá v menších měřítcích a je možné vidět, že zatímco některým aktérům může adaptace přinést prospěch, na jiné má negativní dopad.

### Limity adaptace včetně tradičních strategií
Lidé se vždy přizpůsobovali klimatickým změnám a některé strategie zvládání v komunitách již existují, například změna doby setí nebo přijetí nových technik šetřících vodu. Tradiční znalosti a strategie zvládání je třeba zachovat a posílit, jinak může dojít k oslabení adaptační kapacity, protože se ztratí místní znalost prostředí. Posilování těchto místních technik a stavění na nich také zvyšuje pravděpodobnost, že budou adaptační strategie přijaty, protože vytváří větší odpovědnost komunity a její zapojení do procesu. V mnoha případech to nebude stačit k adaptaci na nové podmínky, které se vymykají dosavadním zkušenostem, a bude zapotřebí nových technik. Postupné adaptace, které byly realizovány, přestávají stačit, protože zranitelnost a rizika změny klimatu se zvyšují, to vyvolává potřebu transformačních adaptací, které jsou mnohem rozsáhlejší a nákladnější. Současné rozvojové úsilí se stále více zaměřuje na adaptaci na změnu klimatu na úrovni komunit a snaží se zvýšit znalosti místních obyvatel, jejich účast a vlastnictví adaptačních strategií.

### Podněcování soukromých investic do přizpůsobení
Adaptace na změnu klimatu je mnohem složitější investiční oblastí než zmírňování, a to především proto, že chybí dobře definovaný tok příjmů nebo obchodní případ s atraktivní návratností investic do projektů. Pro soukromé investice existuje několik poměrně specifických výzev:
- adaptace je často potřebná v netržních odvětvích nebo je zaměřena na veřejné statky, z nichž má prospěch mnoho lidí (proto je nedostatek projektů, které by byly atraktivní pro soukromý sektor);
- existuje nesoulad mezi načasováním investic, kdy jsou potřebné v krátkodobém horizontu, a přínosy, které jsou v případě adaptace zpravidla střednědobé nebo dlouhodobé (budoucí výnosy jsou pro investory méně atraktivní než krátkodobé);
- existuje nedostatek informací o investičních příležitostech, zejména pokud jde o nejistoty spojené s budoucími dopady a přínosy (což jsou klíčová hlediska, pokud se výnosy mohou dostavit v delším časovém horizontu);
- existují také nedostatky v lidských zdrojích a kapacitách pro navrhování adaptačních projektů a pochopení finančních důsledků právních, ekonomických a regulačních rámců (které jsou často méně rozvinuté).

V této oblasti však existují značné inovace, které zvyšují potenciál soukromého sektoru hrát větší roli při překlenování finanční mezery v oblasti přizpůsobení. Ekonomové uvádějí, že iniciativy v oblasti přizpůsobení se klimatu by měly být naléhavou prioritou pro investice podniků.